# Croix de cimetière de Laversine
La croix de cimetière est une croix située à Laversine, en France.

## Localisation
La croix est située sur la commune de Laversine, dans le département de l'Aisne.

## Historique
Le monument, érigé  au seizième siècle, est inscrit au titre des monuments historiques en 1927.